# إيما ديفيز (دراجة)
إيما ديفيز (بالإنجليزية: Emma Davies) هي دراجة بريطانية، ولدت في 4 أكتوبر 1978 في Knutsford ‏ في المملكة المتحدة.

## وصلات خارجية
- الموقع الرسمي
- إيما ديفيز على موقع الاتحاد الدولي للدراجات (الإنجليزية)
- إيما ديفيز على موقع أرشيف الدراجات (الإنجليزية)
- إيما ديفيز على موقع نسبة الدراجات (الإنجليزية)
- إيما ديفيز على موقع اللجنة الأولمبية الدولية (الإنجليزية)
- إيما ديفيز على موقع أوليمبيديا (الإنجليزية)
- إيما ديفيز على موقع اللجنة الأولمبية البريطانية (الإنجليزية)
- إيما ديفيز على موقع اتحاد ألعاب الكومنولث (مؤرشف) (الإنجليزية)
- إيما ديفيز على موقع اتحاد ألعاب الكومنولث (مؤرشف) (الإنجليزية)
- إيما ديفيز على موقع دورة ألعاب الكومنولث 2006 (مؤرشف) (الإنجليزية)